# Sefako Makgatho
Sefako Mapogo Makgatho (* 1861 in Mphatlhele bei Pietersburg; † 23. Mai 1951 in Pretoria) war ein südafrikanischer Politiker. Er war von 1917 bis 1924 Präsident des South African Natives National Congress (SANNC) bzw. African National Congress (ANC). 

## Leben
Makgatho wurde als Sohn des Pedi-Chiefs Kgorutlhe Josiah Makgatho geboren. Seine Schulbildung erhielt er nahe Pretoria in der Provinz Transvaal. 1882 ging er an eine Schule in Ealing in England, wo er Erziehungswissenschaften und Theologie belegte. Er erlebte dort die Berliner Konferenz mit der Aufteilung Afrikas unter den europäischen Mächten mit und nahm dazu eine kritische Haltung ein. 1885 kehrte er zurück und arbeitete fortan als Lehrer am Kilnerton Training Institute in Pretoria. Von 1887 bis 1930 war Makgatho auch Methodistenprediger.  
Mit weiteren schwarzen Lehrern gründete Makgatho 1906 die Transvaal African Teachers’ Association (TATA), die gleiche Bedingungen für alle Lehrer und Schüler forderte, unabhängig von der Hautfarbe. Zugleich beendete er seine Laufbahn als Lehrer. Makgatho war von 1906 bis 1908 Präsident der African Political Union und von 1908 bis 1912 Präsident der Nachfolgeorganisation Transvaal Native Organisation, die 1912 im South African Natives National Congress (SANNC) aufging, dessen Gründungsmitglied Makgatho war. Er wurde SANNC-Präsident für die Provinz Transvaal und blieb dies bis 1930. Von 1912 bis 1917 war er außerdem einer der Vizepräsidenten des SANNC. 1912 gründete er die Zeitung The Native Advocate, die rund ein Jahr bestand. 1912 gründete er mit Pixley ka Isaka Seme die spätere ANC-Zeitung Abantu Batho. Im selben Jahr bestieg er bewusst einen Eisenbahnwagen, der Weißen vorbehalten war, und wurde dafür verprügelt. In Pretoria leitete er eine Kampagne, die Schwarzen ermöglichen sollte, den Bürgersteig benutzen zu dürfen, anstatt auf der Straße gehen zu müssen. 
1917 wurde er als Nachfolger von John Langalibalele Dube zweiter Präsident des SANNC. Unter seiner Leitung nannte sich die Organisation 1923 in African National Congress um. Als Präsident leitete Makgatho Kampagnen gegen den diskriminierenden Natives Land Act, gewann mehrere Prozesse, in denen es um die Rechte der schwarzen Bevölkerungsmehrheit ging und ging erfolgreich gegen die von Weißen geführte Regierung vor Gericht, um gegen die Kopfsteuer in Transvaal zu klagen. Nach dem Ende des Ersten Weltkriegs schickte er dem britischen König George V. eine Petition, in dem er erfolgreich darum bat, dass die britischen Gebiete im südlichen Afrika wie Betschuanaland, Swasiland und Basutoland nicht an Südafrika angegliedert werden sollten. Eine Delegation, die in London gegen den Natives Land Act intervenieren sollte, kehrte jedoch erfolglos nach Südafrika zurück. 
Während andere frühe SANNC- und ANC-Präsidenten wie Pixley ka Isaka Seme und Sol Plaatje eine Stärkung der Chiefs und der gebildeten Schwarzen zum Ziel hatten, erkannte Makgatho, dass die Interessen der Unterschicht gefördert werden mussten. So fanden unter seiner Leitung im Transvaal Streiks und gewaltfreie Aktionen gegen die Passgesetze statt, bei denen 700 Menschen verhaftet wurden. Unter seiner Führung stieg die Zahl der zahlenden Mitglieder auf rund 3000.
Ende 1924 trat Makgatho zurück und wurde durch Zaccheus Richard Mahabane abgelöst. 1930 bis 1933 war er Schatzmeister des ANC. Er wurde im Zuge aufkommender ethnischer Spaltungen des ANC abgewählt, blieb aber bis in die 1940er Jahre insbesondere in Transvaal ein aktiver Politiker.

## Ehrungen
- Der zweite Sohn Nelson Mandelas erhielt den Vornamen Makhatho, zu Ehren des damals 89-jährigen Sefako Mapogo Makhatho.[3]
- Die Sefako Mapogo Makgatho Memorial Foundation widmet sich der Erinnerung an Makhatho.
- Der südafrikanische Präsident Jacob Zuma hielt am 23. Februar 2012 anlässlich des 100-jährigen Bestehens des ANC eine Gedenkvorlesung an Makgatho.
- Das Gästehaus des südafrikanischen Präsidenten wurde 2012 nach Makhatho benannt.[3]
- Gründung der Sefako Makgatho Health Sciences University im Jahr 2014